# Monumento a Baltazar Fernandes
O Monumento a Baltazar Fernandes é uma escultura de bronze da cidade de Sorocaba, em São Paulo, considerado um dos pontos turísticos mais visitados no município. A escultura é uma obra de Ernesto Biancalana que foi doada por colonos espanhóis em comemoração pelos trezentos anos de fundação de Sorocaba, constitui-se em uma homenagem ao bandeirante Baltasar Fernandes, seu fundador. Os detalhes do monumento foram inspirados na figura do bandeirante retratado no quadro Fundação de Sorocaba, produzido pelo artista suíço Ettore Marangoni.